# 模糊的時間
《消失的時間》（：／）是一部2016年上映的韓國奇幻劇情片，由電影《格鬥青春》的導演嚴泰華執導，姜棟元及申銀秀主演。劇情講述了因捲入神秘事件而在幾天之後突然變成成人的少年成珉（姜棟元 飾演）與唯一一個相信他的少女秀琳（申銀秀 飾演）之間的特別故事，2016年11月16日在韓國上映。

## 演員陣容

### 主要人物
- 姜棟元（少年：李孝濟） 飾演 呂成珉

14歲→30歲，對所有不可思議的事情都感到好奇。自稱擁有超能力，能夠隨時做到「靈魂出竅」，亦因此與少時秀琳結下緣份。後被捲入神秘事件當中，失蹤回來後的短短數日內便由少年長大為年近而立的成年人。
- 申銀秀 飾演 秀潾

少時與成珉有一面之緣，與其同樣對一些靈異、不存在的事情感到興趣。在成珉經歷靈異事件，霎時長大成人後，唯一一個嘗試去幫助及理解他的人。

### 其他人物
- 金希沅 飾演 道均，秀琳的繼父。
- 權海驍 飾演 白奇
- 鄭宇鎮 飾演 載旭
- 嚴泰九（少年：金丹律（朝鲜语：김단율）） 飾演 泰植，成珉的朋友，和成珉一起在時間靜止。
- 朴鐘煥 飾演 鎮成
- 朴真宇 飾演 泰植的父親
- 朴成妍（朝鲜语：박성연 (배우)） 飾演 泰植的母親
- 金俊培（朝鲜语：김준배 (1969년)） 飾演 載旭的父親
- 金正英 飾演 載旭的母親
- 金學善（朝鲜语：김학선） 飾演 朴科長
- 徐珠熙（朝鲜语：서주희） 飾演 保育院院長
- 安智浩 飾演 尚哲
- 卞真洙（朝鲜语：변진수 (배우)） 飾演 警察
- 安相佑 飾演 尚哲的父親
- 金景植（朝鲜语：김경식 (배우)） 飾演 學生主任
- 金菲菲 飾演 女醫生
- 鄭榮基（朝鲜语：정영기 (배우)） 飾演 隧道工人
- 李東熙 飾演 村莊里長
- 金熙尚（朝鲜语：김희상） 飾演 急救隊員
- 尹琴善雅（朝鲜语：윤금선아） 飾演 售票所職員
- 吳熙俊（朝鲜语：오희준） 飾演 搜查警察
- 姜德重（朝鲜语：강덕중） 飾演 審訊警察
- 劉永善（朝鲜语：유영선 (영화 감독)） 飾演 澡堂老闆
- 尹世雄（朝鲜语：윤세웅 (성우)） 飾演 時事節目主持人
- 朴持厚 飾演 和秀潾相像的孩子

### 特別出演
- 文素利 飾演 閔博士

## 獎項榮譽
| 年份   | 頒獎禮               | 獎項           | 入圍者         | 結果 | 備註   |
| ------ | -------------------- | -------------- | -------------- | ---- | ------ |
| 2016年 | 大韓民國最佳明星獎   | 人氣明星獎     | 申銀秀         | 獲獎 | [ 9 ]  |
| 2017年 | 第22屆春史國際電影節 | 最佳新人女演員 | 申銀秀         | 提名 |        |
| 2017年 | 第16屆紐約亞洲電影節 | 亞洲明星獎     | 姜棟元         | 獲獎 | [ 10 ] |
| 2017年 | 第54屆大鐘獎         | 最佳新人女演員 | 申銀秀         | 提名 | [ 11 ] |
| 2017年 | 第54屆大鐘獎         | 最佳新人導演   | 嚴泰華         | 獲獎 | [ 11 ] |
| 2017年 | 第54屆大鐘獎         | 最佳劇本       | 嚴泰華         | 提名 | [ 11 ] |
| 2017年 | 第54屆大鐘獎         | 最佳配樂       | Dalpalan       | 獲獎 | [ 11 ] |
| 2017年 | 第12屆巴黎韓國電影節 | 觀眾獎         | 《模糊的時間》 | 獲獎 | [ 12 ] |

## 外部連結
- NAVER上《模糊的時間》的資料
- 韩国电影数据库（KMDb）上《模糊的時間》的資料
- 互联网电影数据库（IMDb）上《模糊的時間》的资料（英文）
- 《模糊的時間》在movist的資料 （页面存档备份，存于）
- 《模糊的時間》在HanCinema的页面（英文）
- 豆瓣电影上《模糊的時間》的資料 （简体中文）
- Yahoo奇摩電影上《模糊的時間》的資料（繁體中文）
- 開眼電影網上《模糊的時間》的資料（繁體中文）
- Box Office Mojo上《模糊的時間》的資料（英文）